# هفتاد و سومین مراسم گلدن گلوب
هفتاد و سومین جایزه گلدن گلوب (انگلیسی: 73rd Golden Globe Awards) ۱۰ ژانویه ۲۰۱۶ در هتل بورلی هیلتون شهر بورلی هیلز لس آنجلس کالیفرنیا برگزار شد.

## نامزدها
نامزدهای هفتاد و سومین مراسم گلدن گلوب به شرح زیر می‌باشد. برنده‌ها در بالای هر لیست مشخص شده‌اند.

### فیلم
| بهترین فیلم | بهترین فیلم |
| درام | موزیکال یا کمدی |
| --- | --- |
| - بازگشته - کارول - مکس دیوانه: جاده خشم - اتاق - افشاگر | - مریخی - بیگ شورت - جوی - جاسوس - فاجعه |
| بهترین اجرای فیلم - درام | |
| بازیگر مرد | بازیگر زن |

پوستر مراسم

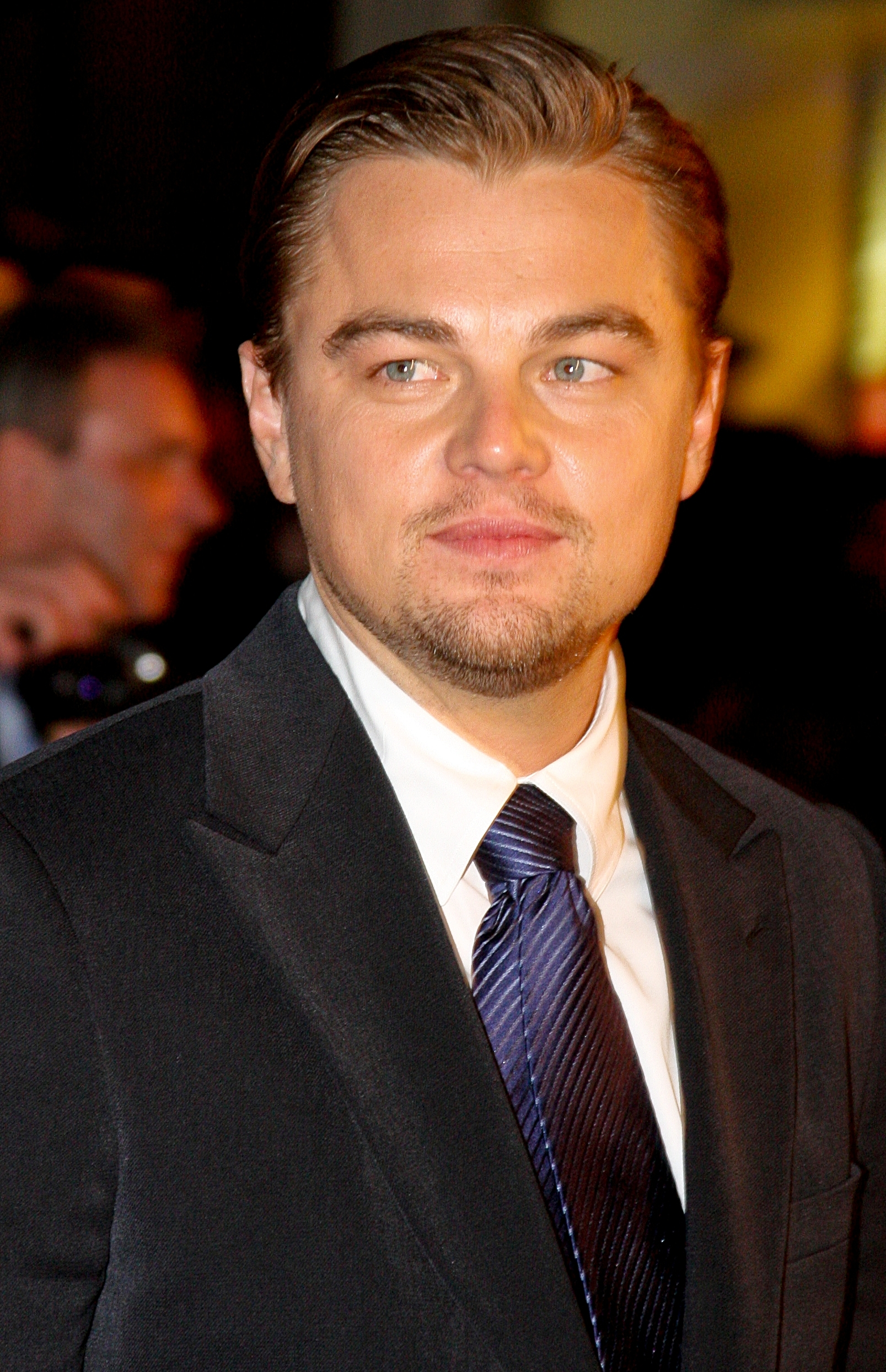
لئوناردو دی‌کاپریو، برندهٔ جایزهٔ بهترین بازیگر مرد در یک فیلم - درام

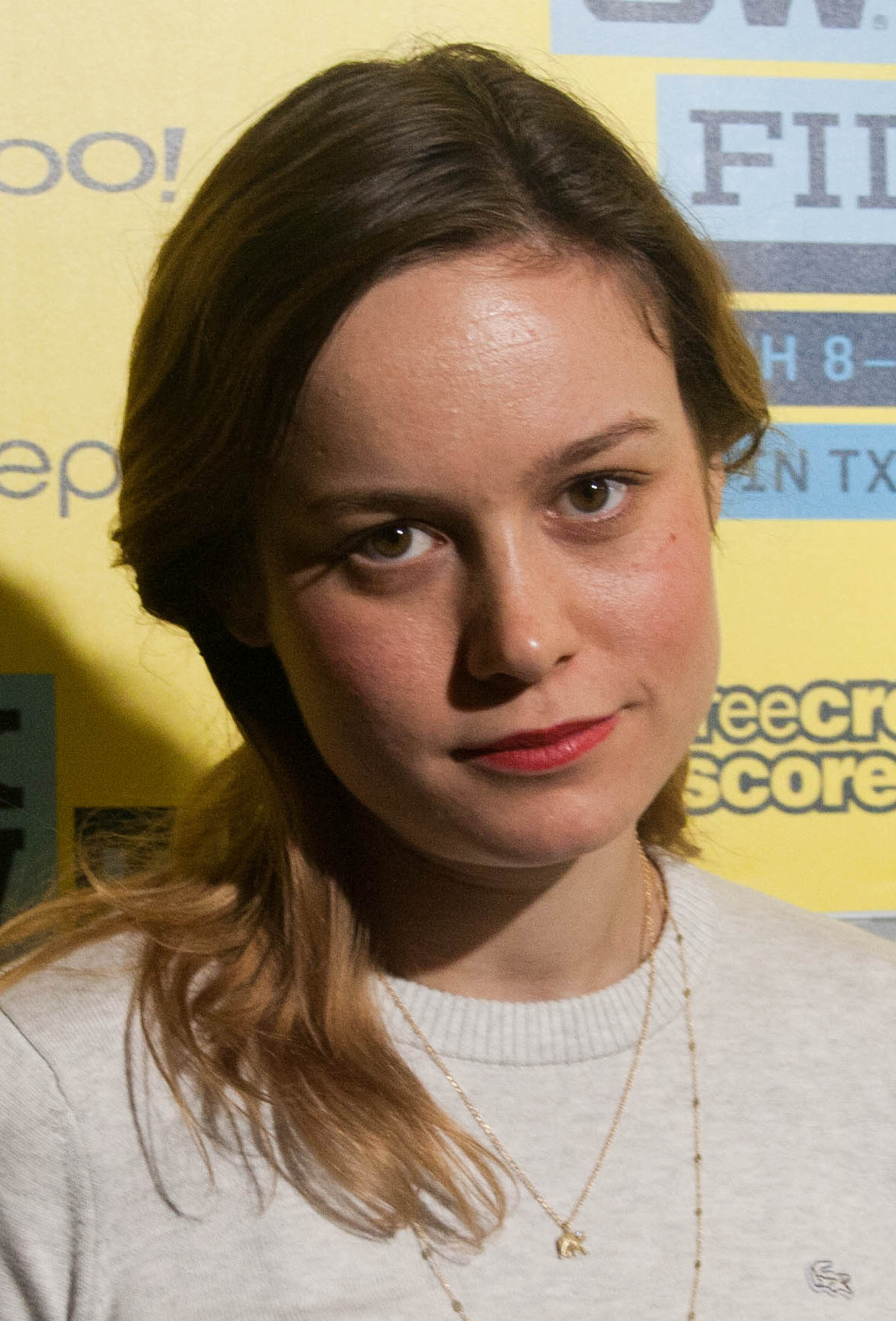
بری لارسون، برندهٔ جایزهٔ بهترین بازیگر زن در یک فیلم - درام

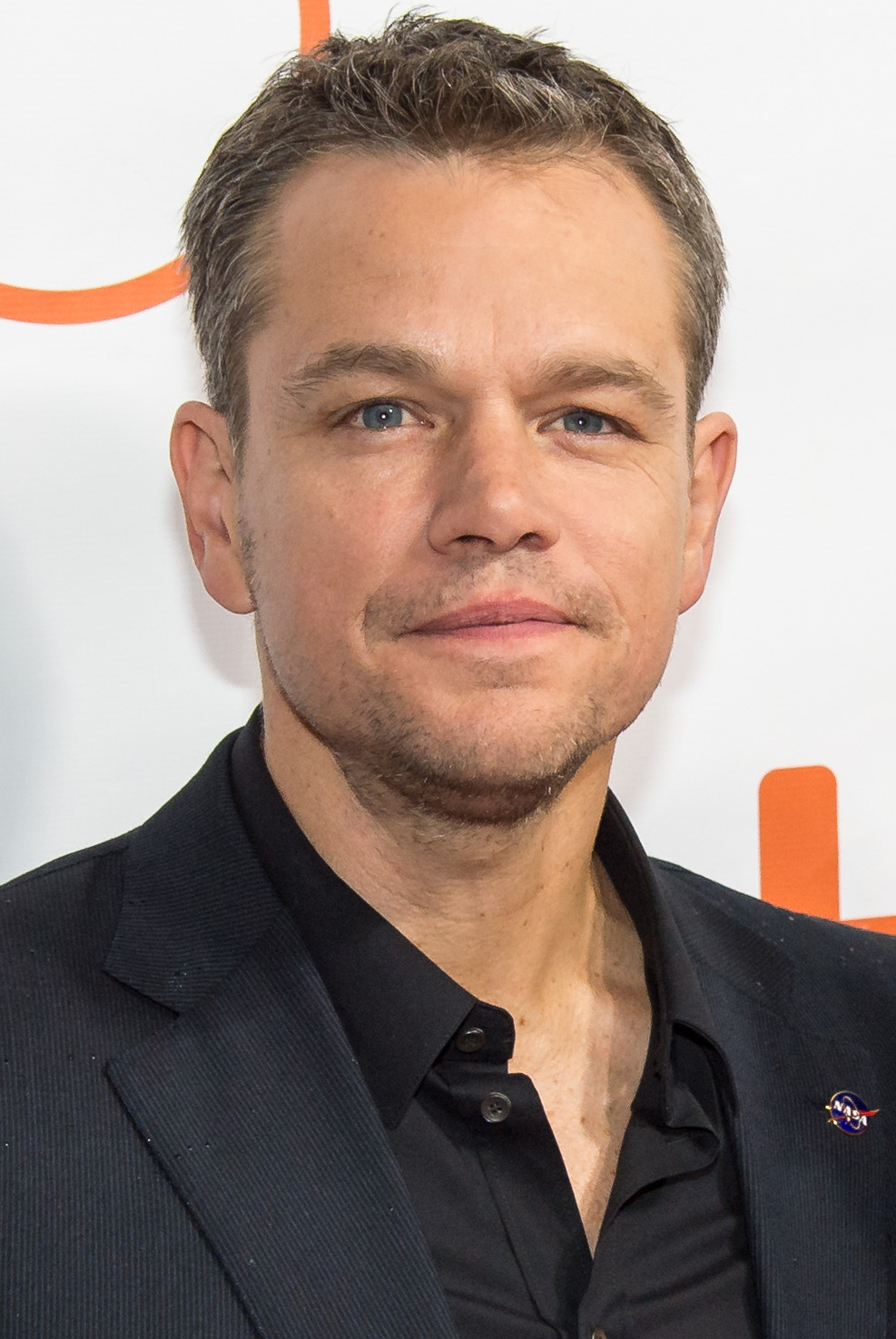
مت دیمون، برندهٔ جایزهٔ بهترین بازیگر مرد در یک فیلم - موزیکال یا کمدی

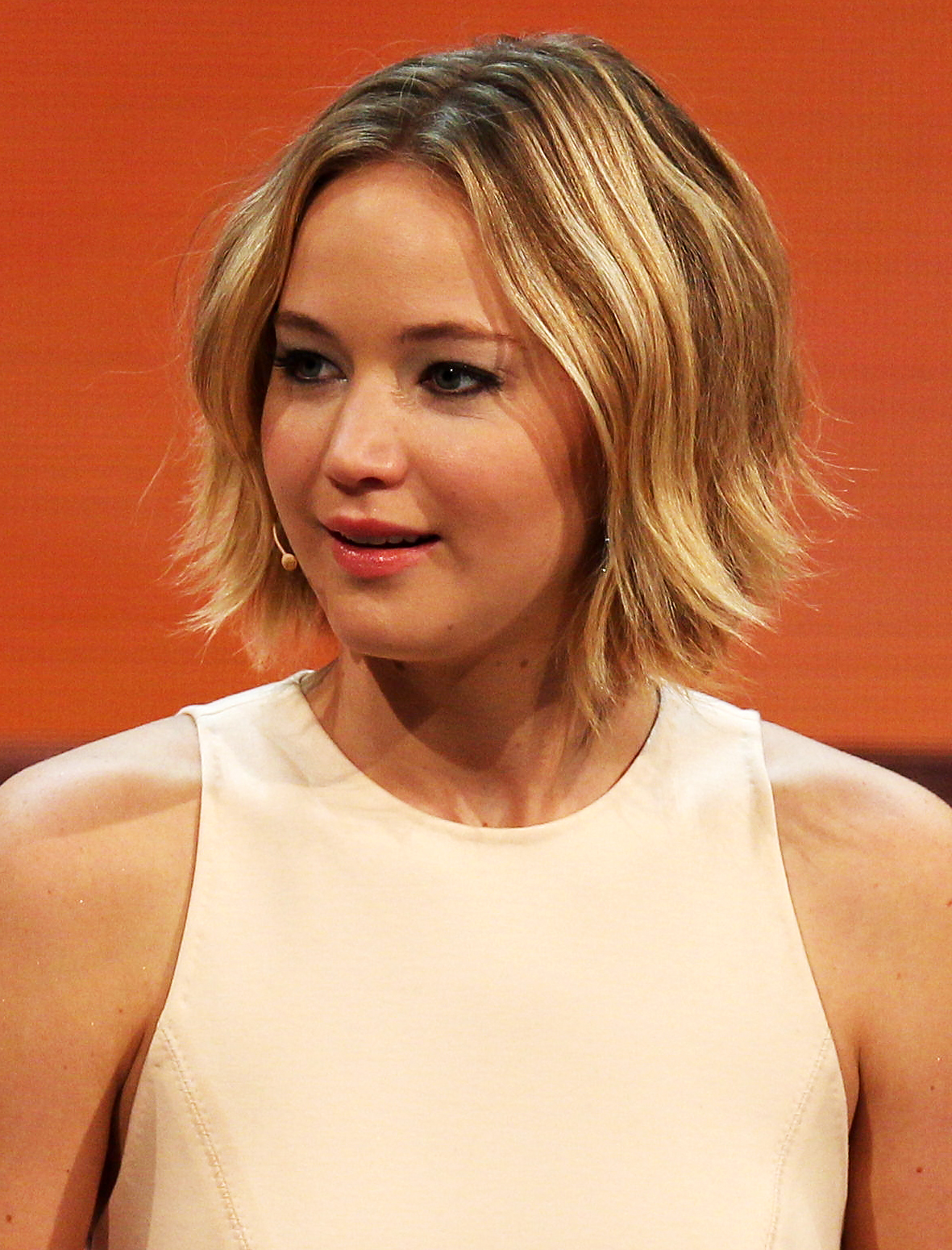
جنیفر لارنس، برندهٔ جایزهٔ بهترین بازیگر زن در یک فیلم - موزیکال یا کمدی

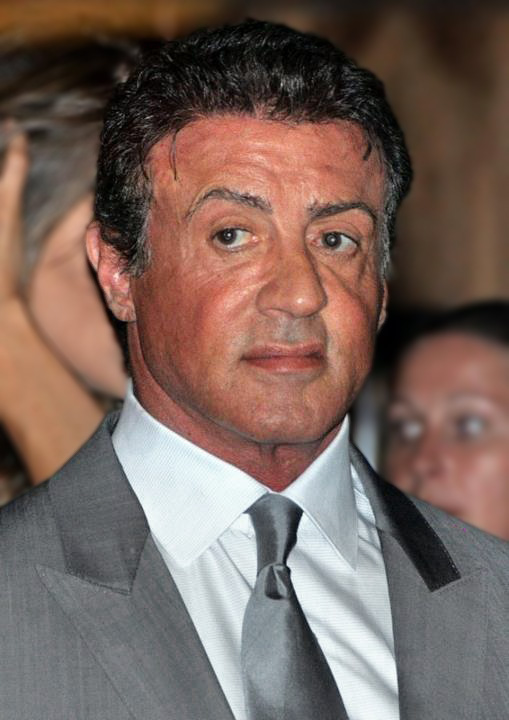
سیلوستر استالونه، برندهٔ جایزهٔ بهترین بازیگر نقش مکمل مرد

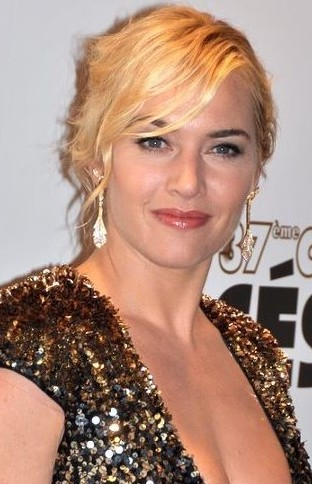
کیت وینسلت، برندهٔ جایزهٔ بهترین بازیگر نقش مکمل زن

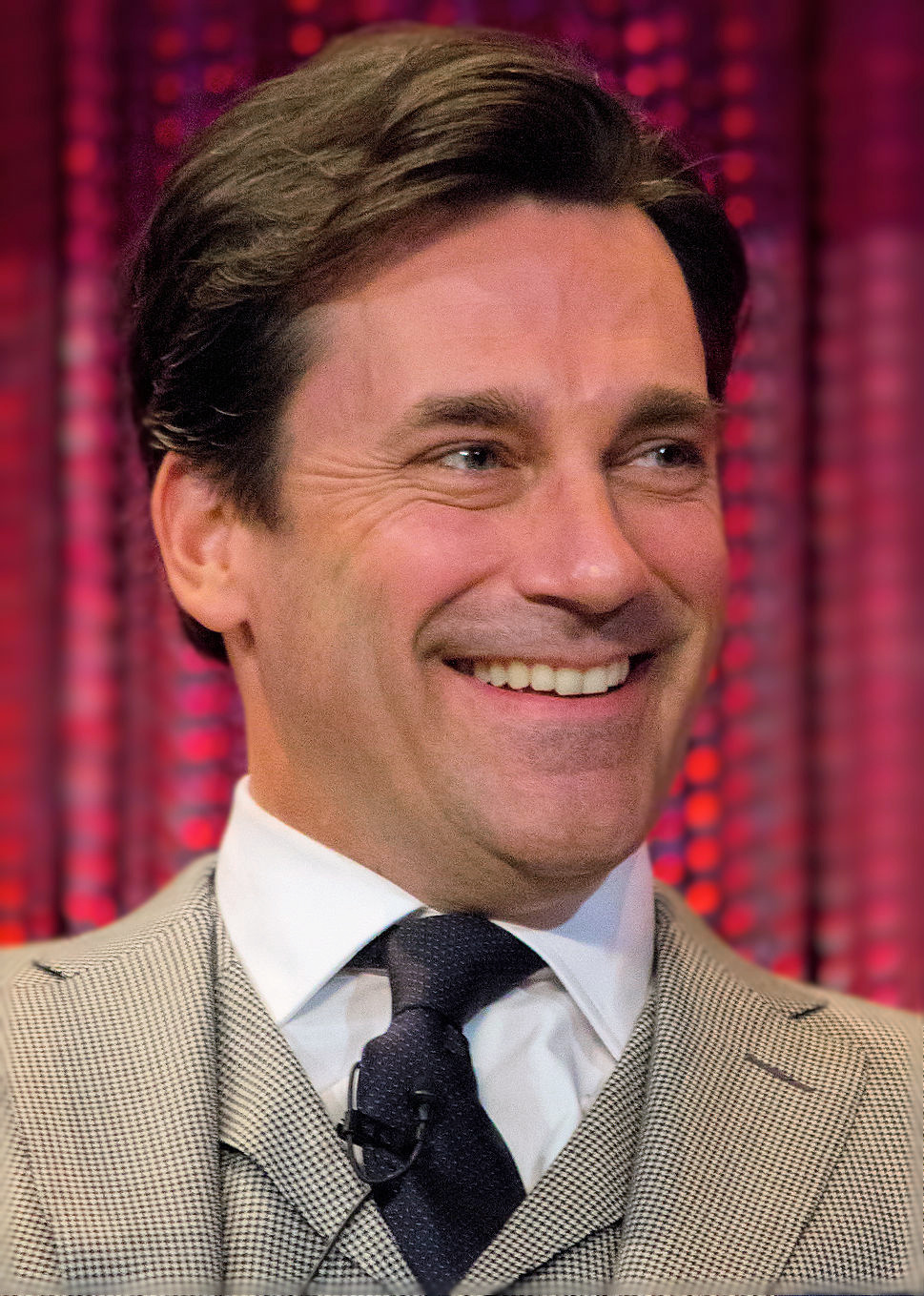
جان هم، برندهٔ جایزهٔ بهترین بازیگر مرد یک سریال تلویزیونی - درام

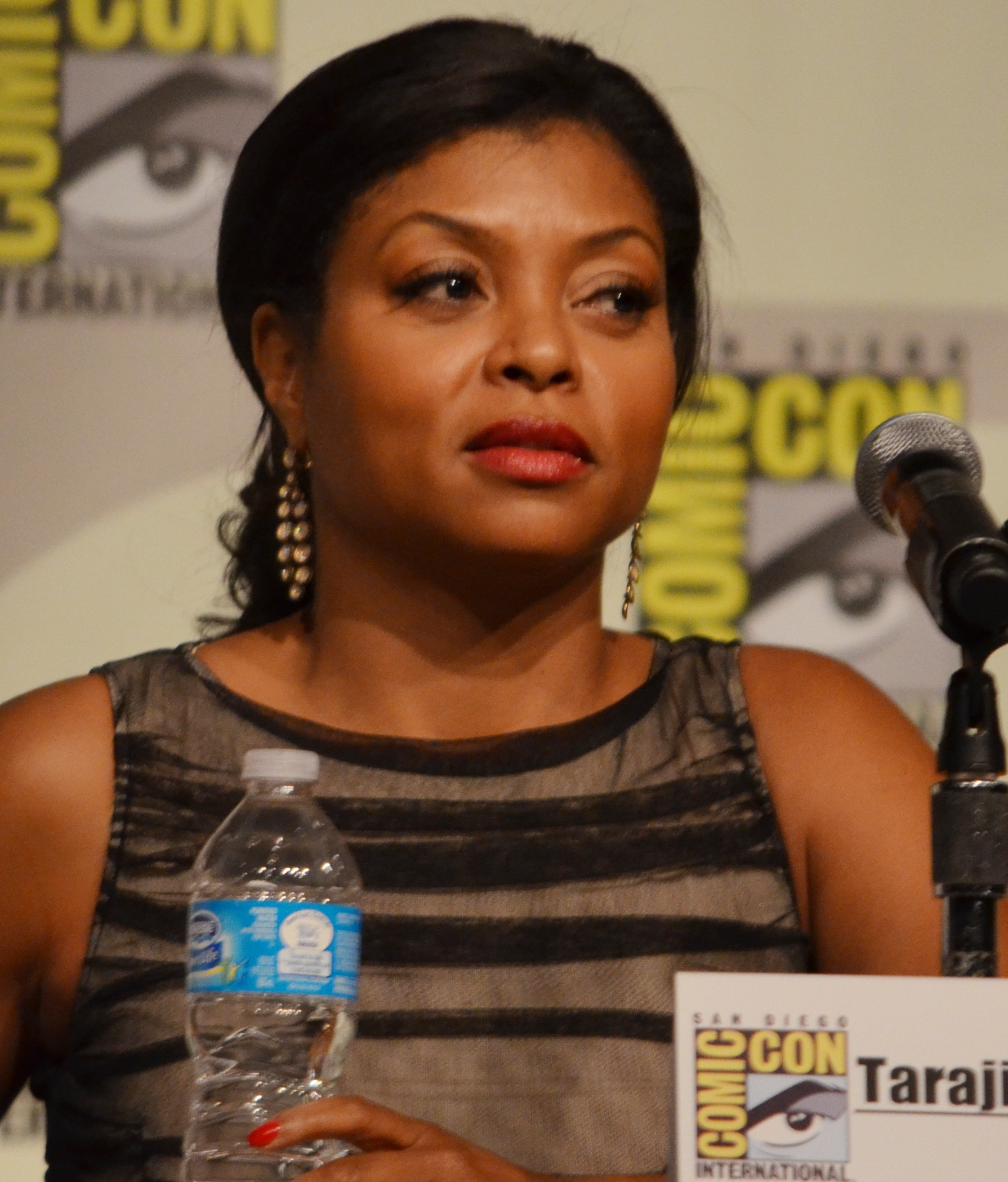
تراجی پی. هنسون، برندهٔ جایزهٔ بهترین بازیگر زن یک سریال تلویزیونی - درام

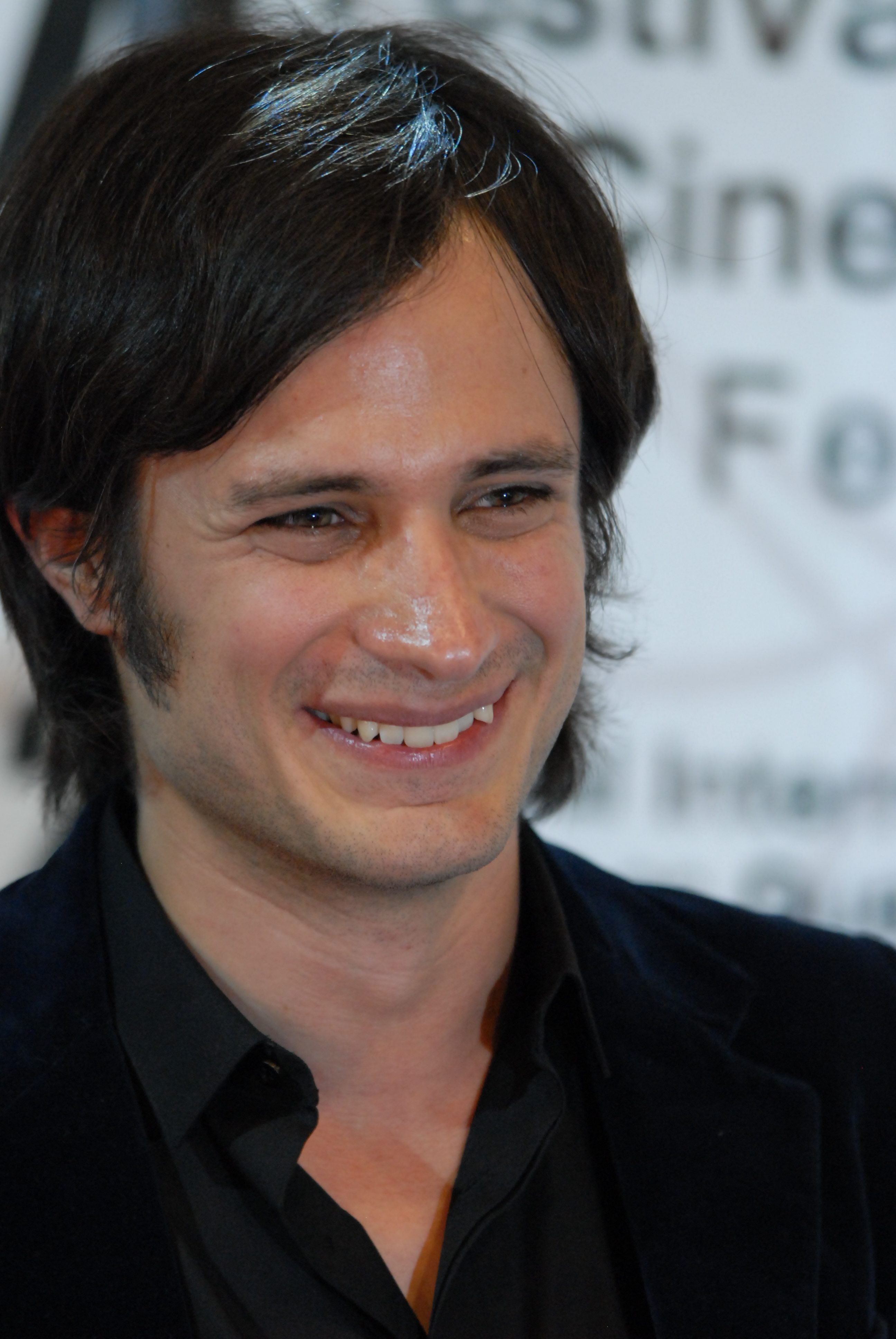
گائل گارسیا برنال، برندهٔ جایزهٔ بهترین بازیگر مرد یک سریال تلویزیونی - کمدی یا موزیکال

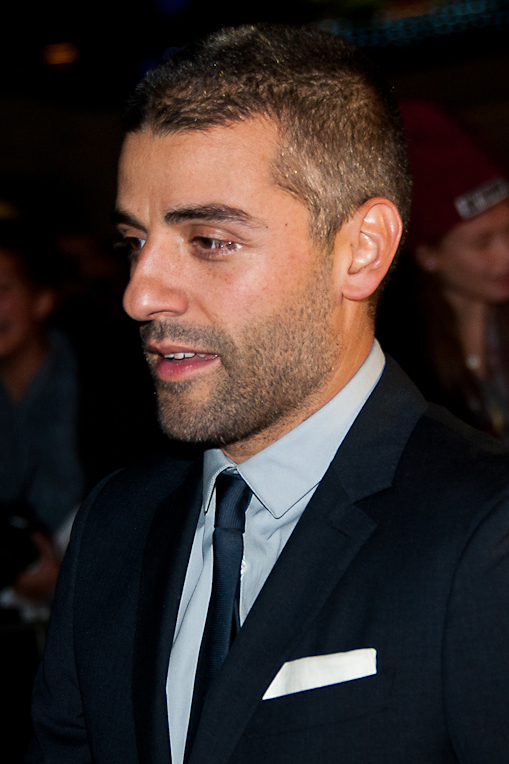
اسکار آیزاک، برندهٔ جایزهٔ بهترین بازیگر مرد یک مجموعهٔ تلویزیونی کوتاه یا فیلم تلویزیونی

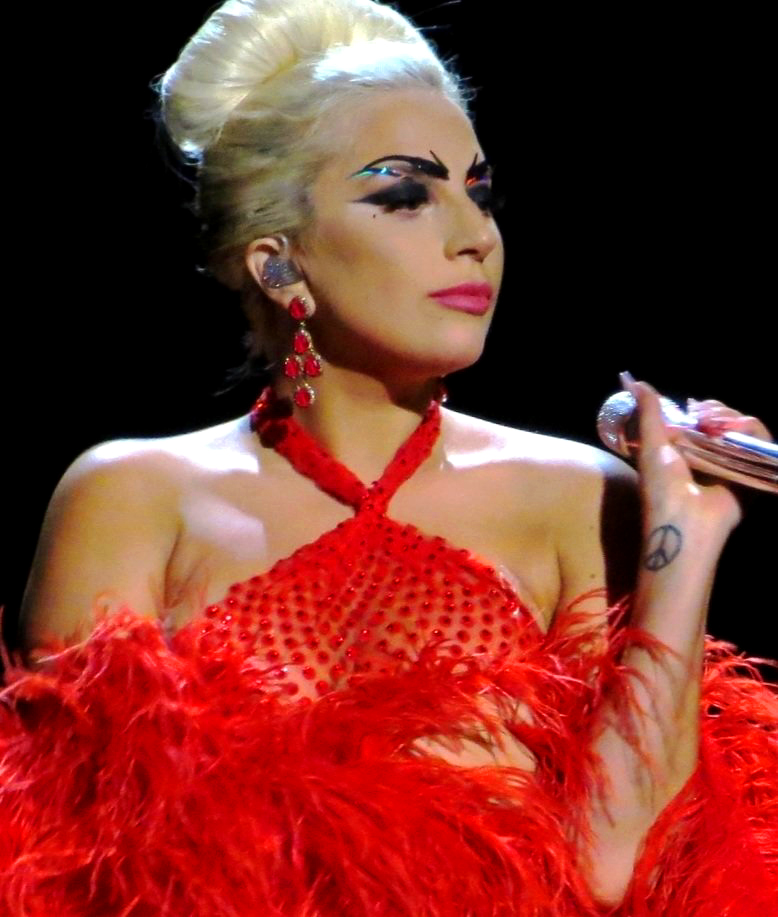
لیدی گاگا، برندهٔ جایزهٔ بهترین بازیگر زن یک مجموعهٔ تلویزیونی کوتاه یا فیلم تلویزیونی

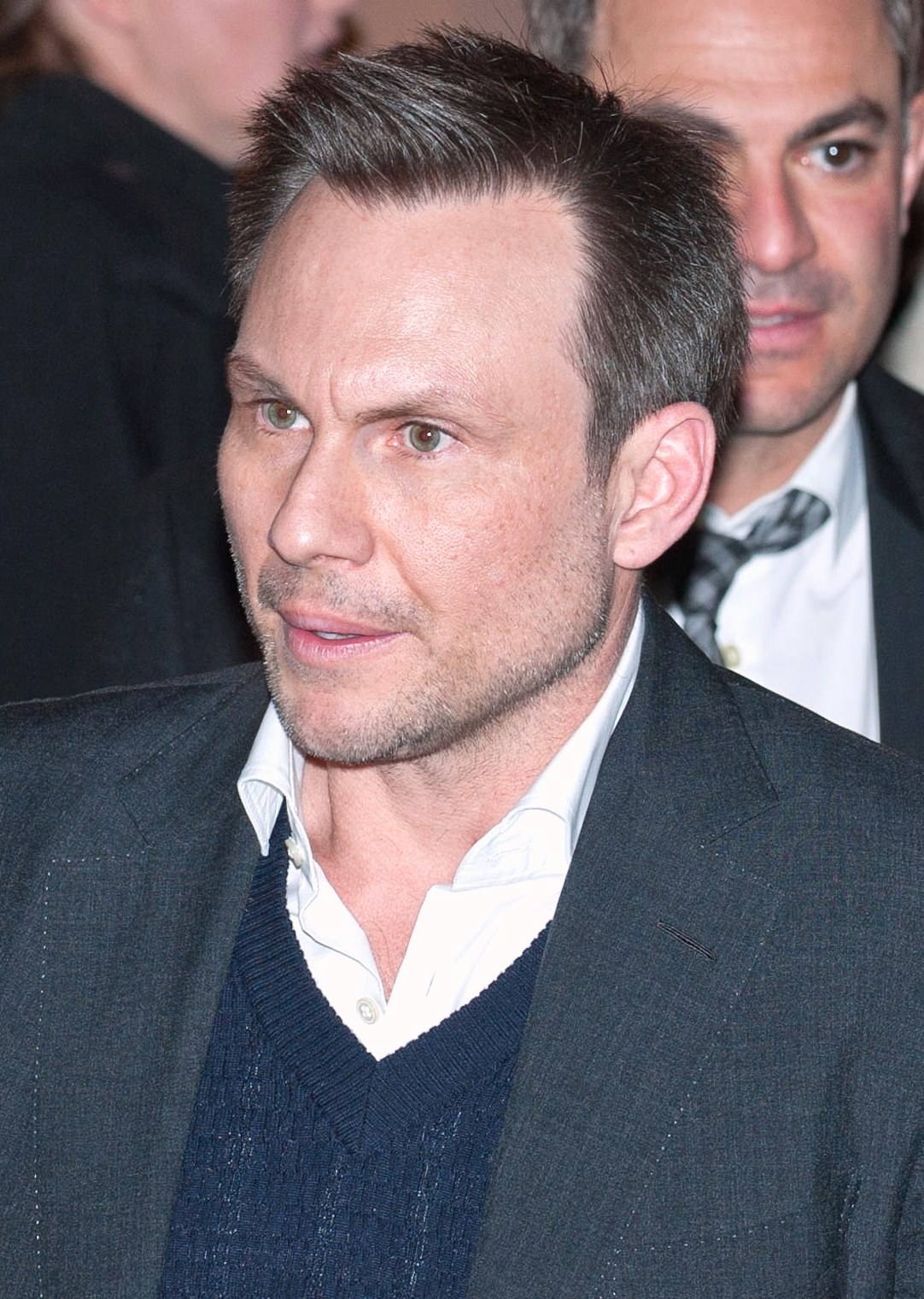
کریستین اسلیتر، برندهٔ جایزهٔ بهترین بازیگر نقش مکمل مرد در یک مجموعهٔ تلویزیونی کوتاه یا فیلم تلویزیونی

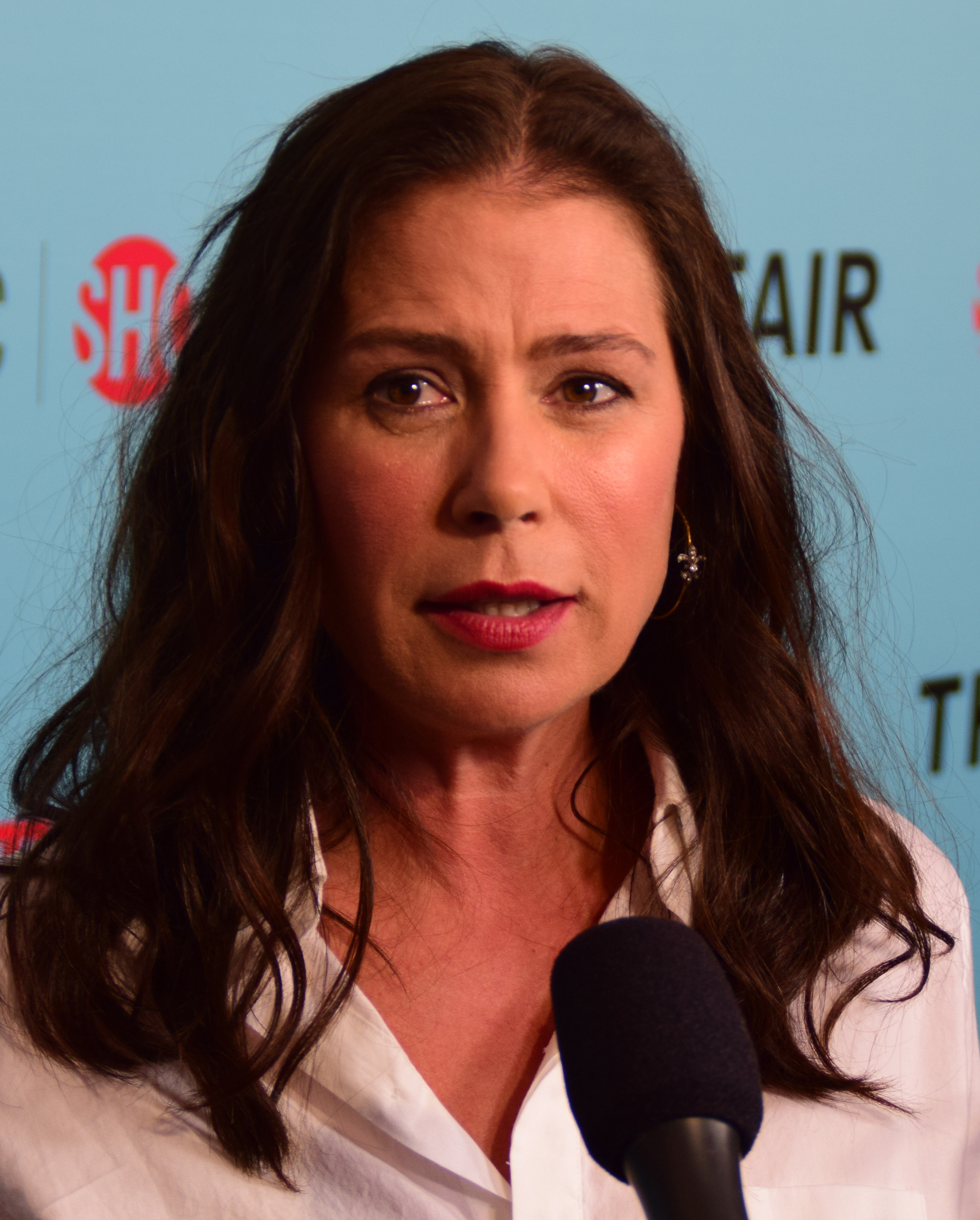
مورا تیرنی، برندهٔ جایزهٔ بهترین بازیگر نقش مکمل زن در یک مجموعهٔ تلویزیونی کوتاه یا فیلم تلویزیونی

| - لئوناردو دی‌کاپریو – بازگشته در نقشِ هیو گلس - برایان کرانستون – ترومبو در نقشِ دالتون ترامبو - مایکل فسبندر – استیو جابز در نقشِ استیو جابز - ادی ردمین – دختر دانمارکی در نقشِ لیلی البه/ Einar Wegener - ویل اسمیت – ضربه مغزی در نقشِ Dr. Bennet Omalu | - بری لارسون – اتاق در نقشِ Joy "Ma" Newsome - کیت بلانشت – کارول در نقشِ Carol Aird - رونی مارا – کارول در نقشِ Therese Belivet - سیرشا رونان – بروکلین در نقشِ Eilis Lacey - آلیسیا ویکاندر – دختر دانمارکی در نقشِ گردا وگنر |
| بهترین اجرای فیلم - موزیکال یا کمدی | |
| بازیگر مرد | بازیگر زن |
| - مت دیمون – مریخی در نقشِ Mark Watney - کریستین بیل – بیگ شورت در نقشِ Michael Burry - استیو کارل – بیگ شورت در نقشِ Mark Baum - آل پاچینو – دنی کالینز در نقشِ دنی کالینز - مارک روفالو – خرس همیشه قطبی در نقشِ Cam Stuart                               | - جنیفر لارنس – جوی در نقشِ Joy Mangano - ملیسا مک‌کارتی – جاسوس در نقشِ Susan Cooper / Carol Jenkins / Penny Morgan - امی شومر – فاجعه در نقشِ Amy Townsend - مگی اسمیت – زن در ون در نقشِ Miss Mary Shepherd / Margaret Fairchild - لیلی تاملین – مادربزرگ در نقشِ Elle Reid                                                                       |
| بهترین اجرای برای نقش مکمل در فیلم- درام، موزیکال یا کمدی | |
| بازیگر نقش مکمل مرد | بازیگر نقش مکمل زن |
| - سیلوستر استالونه – اعتقادنامه در نقشِ راکی بالبوآ - پل دانو – عشق و بخشش در نقشِ جوانی برایان ویلسون - ادریس البا – جانوران بدون کشور در نقشِ Commandant - مارک رایلنس – پل جاسوس‌ها در نقشِ رادولف ابل - مایکل شنون – ۹۹ خانه در نقشِ Rick Carver         | - کیت وینسلت – استیو جابز در نقشِ جوانا هافمن - جین فوندا – جوانی در نقشِ Brenda Morel - جنیفر جیسن لی – هشت نفرت‌انگیز در نقشِ Daisy Domergue - هلن میرن – ترومبو در نقش هدا هاپر - آلیسیا ویکاندر – اکس‌مشینا در نقشِ اوا |
| دیگر | |
| بهترین کارگردانی | بهترین فیلم‌نامه |
| - الخاندرو گونسالس اینیاریتو – بازگشته - تاد هینز – کارول - توماس مک‌کارتی – افشاگر - جرج میلر – مکس دیوانه: جاده خشم - ریدلی اسکات – مریخی | - آرون سورکین – استیو جابز - اما داناهیو – اتاق - توماس مک‌کارتی and جاش سینر – افشاگر - Charles Randolph and آدام مک‌کی – بیگ شورت - کوئنتین تارانتینو – هشت نفرت‌انگیز |
| بهترین موسیقی متن | بهترین ترانه |
| - انیو موریکونه – هشت نفرت‌انگیز - کارتر برول – کارول - الکساندر دسپلا – دختر دانمارکی - دانیل پمبرتن – استیو جابز - ریوایچی ساکاموتو، Alva Noto – بازگشته                                                                                              | - "نوشته روی دیوار" (سم اسمیت، جیمی نیپس) – اسپکتر - "واقعاً عاشقم باش" (مکس مارتین، Savan Kotecha, علی پیامی، تاو لو، ایلیا سلمان‌زاده) – پنجاه طیف خاکستری - "One Kind of Love" (برایان ویلسون، Scott Bennett) – عشق و بخشش - "See You Again" (DJ Frank E, Andrew Cedar, چارلی پوث، ویز خلیفا) – خشن ۷ - "Simple Song #3" (David Lang) – جوانی |
| جایزه گلدن گلوب بهترین فیلم پویانمایی | جایزه گلدن گلوب بهترین فیلم غیر انگلیسی‌زبان |
| - پشت و رو - انومالیسا - دایناسور خوب - فیلم بادام زمینی - گوسفند ناقلا | - پسر شائول (مجارستان) - عهد کاملاً جدید (بلژیک/فرانسه/لوکزامبورگ) - باشگاه (شیلی) - شمشیرباز (فنلاند/آلمان/استونی) - Mustang (فرانسه) |

### فیلم‌هایی با چندین نامزدی
| نامزدی | فیلم                 |
| ------ | -------------------- |
| ۵      | کارول                |
| ۴      | استیو جابز           |
| ۴      | بیگ شورت             |
| ۴      | بازگشته              |
| ۳      | اتاق                 |
| ۳      | افشاگر               |
| ۳      | دختر دانمارکی        |
| ۳      | هشت نفرت‌انگیز        |
| ۳      | مریخی                |
| ۲      | جوی                  |
| ۲      | عشق و بخشش           |
| ۲      | مکس دیوانه: جاده خشم |
| ۲      | جاسوس                |
| ۲      | فاجعه                |
| ۲      | ترومبو               |
| ۲      | جوانی                |

### فیلم‌هایی با چند جایزه
| برنده | فیلم‌ها     |
| ----- | ---------- |
| ۳     | بازگشته    |
| ۲     | مریخی      |
| ۲     | استیو جابز |

### تلویزیون
| بهترین مجموعه تلویزیونی | بهترین مجموعه تلویزیونی |
| درام | کمدی یا موزیکال |
| --- | --- |
| - آقای ربات - امپراتوری - بازی تاج و تخت - مخدرها - غریبه | - موتزارت در جنگل - Casual - نارنجی همان سیاه است - دره سیلیکون - Transparent - Veep |
| بهترین بازیگران مجموعه تلویزیونی درام | |
| بازیگر مرد | بازیگر زن |
| - جان هم – مد من در نقش Don Draper - رامی ملک – آقای ربات در نقش Elliot Alderson - واگنر مورا – مخدرها در نقش پابلو اسکوبار - باب ادنکیرک – بهتره با سول تماس بگیری در نقش سول گودمن - لیو شرایبر – ری داناوان در نقش Ray Donovan                                           | - تراجی پی. هنسون – امپراتوری در نقش Loretha "Cookie" Lyon - کترینا بلف – غریبه در نقش Claire Fraser - وایولا دیویس – چگونه از مجازات قتل فرار کرد در نقش Prof. Annalise Keating, J.D. - اوا گرین – داستان عامه‌پسند در نقش Vanessa Ives - رابین رایت – خانه پوشالی در نقش کلر آندروود     |
| بهترین بازیگران مجموعه تلویزیونی کمدی یا موزیکال | |
| بازیگر مرد | بازیگر زن |
| - گائل گارسیا برنال – موتزارت در جنگل در نقش Rodrigo de Souza - عزیز انصاری – Master of None در نقش Dev Shah - راب لو – The Grinder در نقش Dean Sanderson, Jr. - پاتریک استوارت – Blunt Talk در نقش Walter Blunt - جفری تامبر – Transparent در نقش Maura Pfefferman         | - راشل بلوم – Crazy Ex-Girlfriend در نقش Rebecca Bunch - جیمی لی کرتیس – ملکه‌های جیغ در نقش Dean Cathy Munsch - جولیا لوئی-درایفوس – Veep در نقش President Selina Meyer - جینا رادریگز – جین باکره در نقش Jane Gloriana Villanueva - لیلی تاملین – گریس و فرانکی در نقش Frankie Bergstein |
| بهترین بازیگران مجموعه تلویزیونی کوتاه یا فیلم تلویزیونی | |
| بازیگر مرد | بازیگر زن |
| - اسکار آیزاک – Show Me a Hero در نقش Nick Wasicsko - ادریس البا – لوتر (مجموعه تلویزیونی) در نقش DCI John Luther - دیوید اویلوو – بلبل (فیلم) در نقش Peter Snowden - مارک رایلنس – Wolf Hall در نقش تامس کرامول - پاتریک ویلسون – فارگو در نقش State Trooper Lou Solverson | - لیدی گاگا – داستان ترسناک آمریکایی: هتل در نقش Elizabeth Johnson / The Countess - کیرستن دانست – فارگو در نقش Peggy Blomquist - Sarah Hay – Flesh and Bone در نقش Claire Robbins - فلیسیتی هافمن – American Crime در نقش Barbara "Barb" Hanlon - کویین لطیفه – Bessie در نقش بسی اسمیت  |
| بهترین‌های بازیگران نقش مکمل مجموعه تلویزیونی کوتاه یا فیلم تلویزیونی | |
| بازیگر مرد | بازیگر زن |
| - کریستین اسلیتر – آقای ربات در نقش Mr. Robot - الن کومینگ – همسر خوب در نقش Eli Gold - دیمین لوئیس – Wolf Hall در نقش هنری هشتم - بن مندلسون – دودمان (مجموعه تلویزیونی) در نقش Danny Rayburn - توبیاس منزیس – غریبه در نقش Frank Randall / Jonathan "Black Jack" Randall  | - مورا تیرنی – The Affair در نقش Helen Solloway - اوزو ادوبا – نارنجی همان سیاه است در نقش Suzanne "Crazy Eyes" Warren - جوآن فروگات – دانتون ابی در نقش Anna Bates - رجینا کینگ – American Crime در نقش Aliyah Shadeed - جودیت لایت – Transparent در نقش Shelly Pfefferman               |
| بهترین مجموعه تلویزیونی کوتاه یا فیلم تلویزیونی | |
| - Wolf Hall - American Crime - داستان ترسناک آمریکایی: هتل - فارگو - Flesh and Bone | |

## سریال‌هایی با چندین نامزدی
| نامزدی | مجموعه تلویزیونی             |
| ------ | ---------------------------- |
| ۳      | American Crime               |
| ۳      | فارگو                        |
| ۳      | آقای ربات                    |
| ۳      | غریبه                        |
| ۳      | Transparent                  |
| ۳      | Wolf Hall                    |
| ۲      | American Horror Story: Hotel |
| ۲      | امپراتوری                    |
| ۲      | Flesh & Bone                 |
| ۲      | Mozart in the Jungle         |
| ۲      | مخدرها                       |
| ۲      | نارنجی همان سیاه است         |
| ۲      | Veep                         |

## مجموعه‌های تلویزیونی با چند جایزه
| برنده | مجموعه تلویزیونی     |
| ----- | -------------------- |
| ۲     | آقای ربات            |
| ۲     | Mozart in the Jungle |